# Campeonato Europeo de Patinaje Artístico sobre Hielo de 1966
El LVII Campeonato Europeo de Patinaje Artístico sobre Hielo se realizó en Bratislava (Checoslovaquia) del 1 al 5 de febrero de 1966. Fue organizado por la Unión Internacional de Patinaje sobre Hielo (ISU) y la Federación Checoslovaca de Patinaje sobre Hielo.

## Resultados

### Masculino
| Puesto | Nombre           | País           | Puntos |
| ------ | ---------------- | -------------- | ------ |
| Oro    | Emmerich Danzer  | Austria        |        |
| Plata  | Wolfgang Schwarz | Austria        |        |
| Bronce | Ondrej Nepela    | Checoslovaquia |        |

### Femenino
| Puesto | Nombre           | País    | Puntos |
| ------ | ---------------- | ------- | ------ |
| Oro    | Regine Heitzer   | Francia |        |
| Plata  | Gabriele Seyfert | Austria |        |
| Bronce | Nicole Hassler   | Hungría |        |

### Parejas
| Puesto | Nombre                               | País                | Puntos |
| ------ | ------------------------------------ | ------------------- | ------ |
| Oro    | Liudmila Belousova / Oleg Protopopov | Unión Soviética     |        |
| Plata  | Tatiana Zhuk / Alexandr Gorelik      | Unión Soviética     |        |
| Bronce | Margot Glockshuber / Wolfgang Danne  | Alemania Occidental |        |

### Danza en hielo
| Puesto | Nombre                           | País           | Puntos |
| ------ | -------------------------------- | -------------- | ------ |
| Oro    | Diane Towler / Bernard Ford      | Reino Unido    |        |
| Plata  | Yvonne Suddick / Roger Kennerson | Reino Unido    |        |
| Bronce | Jitka Babická / Jaromír Holan    | Checoslovaquia |        |

## Medallero
| Núm. | País                | Oro | Plata | Bronce | Total |
| ---- | ------------------- | --- | ----- | ------ | ----- |
| 1    | Austria             | 1   | 2     | 0      | 3     |
| 2    | Reino Unido         | 1   | 1     | 0      | 2     |
| 2    | Unión Soviética     | 1   | 1     | 0      | 2     |
| 4    | Francia             | 1   | 0     | 0      | 1     |
| 5    | Checoslovaquia      | 0   | 0     | 2      | 2     |
| 6    | Alemania Occidental | 0   | 0     | 1      | 1     |
| 6    | Hungría             | 0   | 0     | 1      | 1     |
|      | TOTAL               | 4   | 4     | 4      | 12    |